# Graphium xenocles

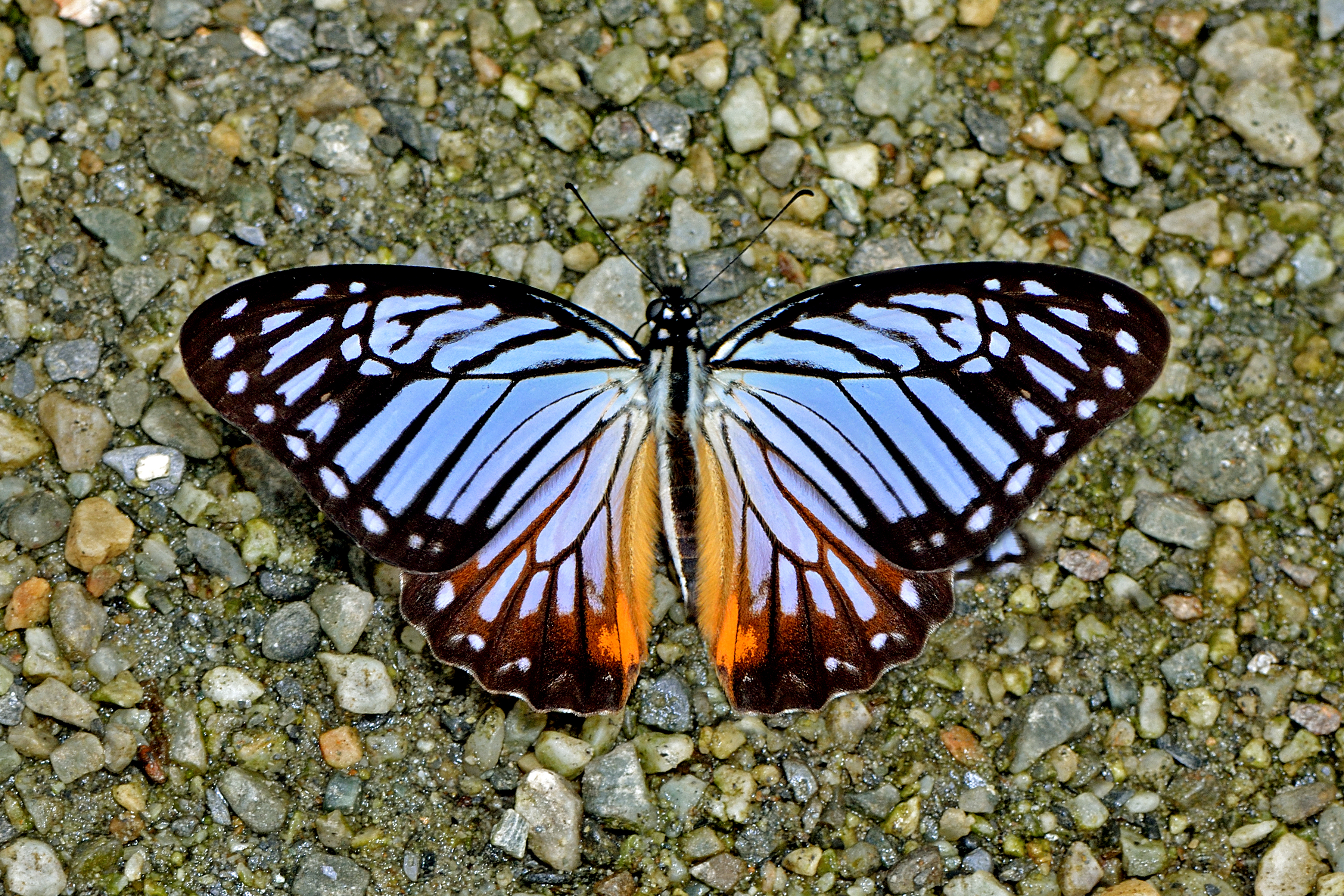
Graphium xenocles

Graphium xenocles ist ein in Asien vorkommender Schmetterling aus der Familie der Ritterfalter (Papilionidae) und der Unterfamilie der Schwalbenschwänze (Papilioninae).

## Merkmale

### Falter
Die Flügelspannweite der Falter beträgt 80 bis 90 Millimeter. Zwischen den Geschlechtern besteht ein sehr geringer Sexualdimorphismus. Weibchen und Männchen weisen im Wesentlichen die gleichen Zeichnungselemente auf. Die relativ großen Vorderflügel sind am Apex stark gerundet. Die Flügeloberseiten beider Flügelpaare sind schwarz-weiß gestreift, weshalb die Art im englischen Sprachgebrauch als Great Zebra (großes Zebra) bezeichnet wird. Vorderrand und Saum sind schwarz gefärbt. Am Analwinkel hebt sich ein orangegelber Fleck ab, der sich mehr oder weniger stark am gesamten Innenrand der Hinterflügel entlang zieht. Auf den Unterseiten scheinen die Zeichnungen der Oberseiten hindurch. Die oberseits schwarzen Farbelemente sind jedoch überwiegend braun gefärbt, bei den Weibchen meist rotbraun. Schwanzfortsätze fehlen. Thorax und Hinterleib sind schwarz und zeigen weißliche Seitenstreifen.

### Präimaginalstadien
Beschreibungen der ersten Stände liegen noch nicht vor.

### Ähnliche Arten
Innerhalb der Gattungen Graphium, Parantica, Hestina, Tirumala, Euripus, Papilio, Chilasa und Pareronia sind einige Falter vertreten, die eine ähnliche Schwarz-Weiß-Zeichnung wie Graphium xenocles zeigen. Alle diese Falter unterscheiden sich durch das Fehlen der gelblichen Zeichnung am Innenrand der Hinterflügeloberseite. Nachfolgende Beispiele zeigen Falter einiger ähnlicher Arten:

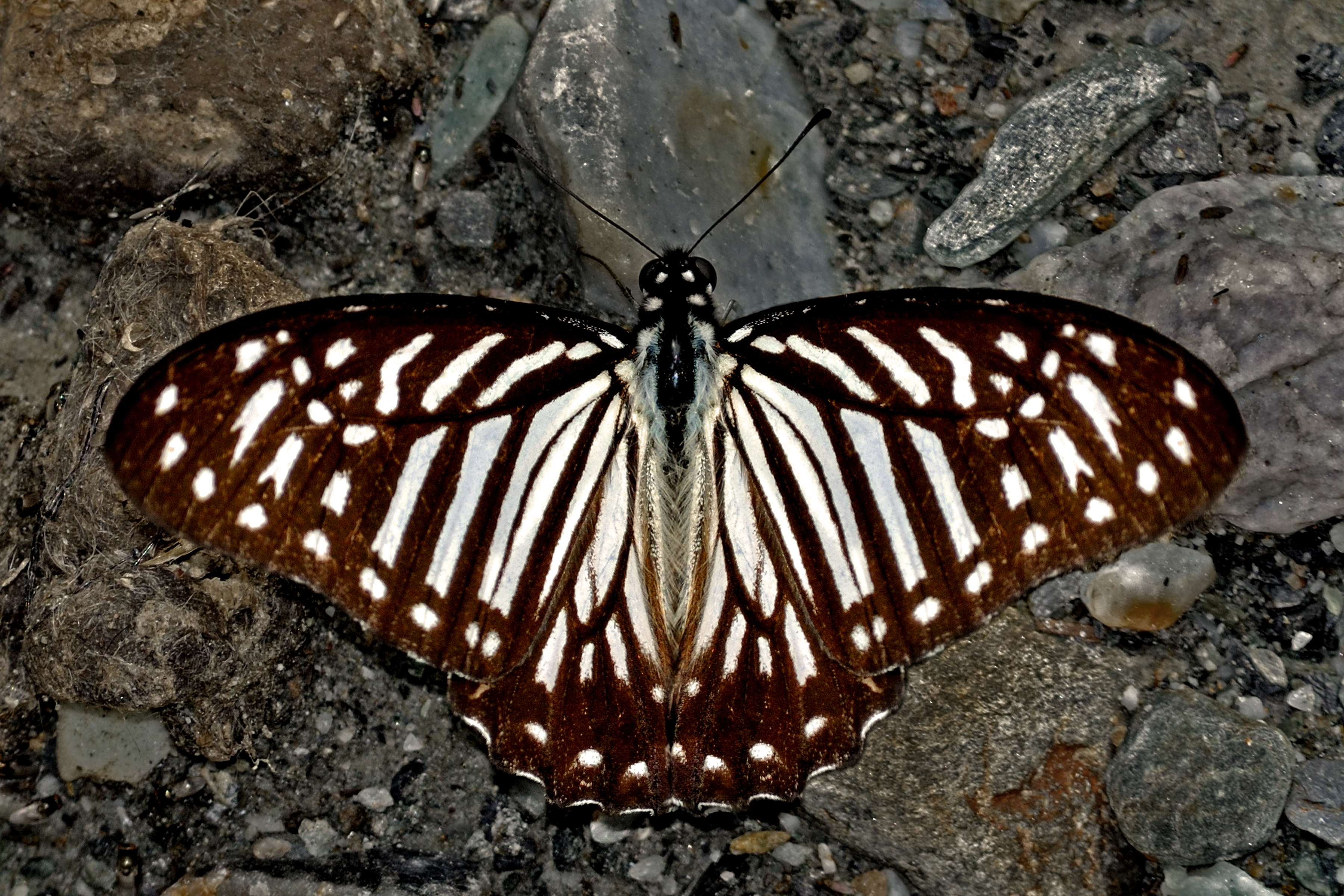
Graphium macareus
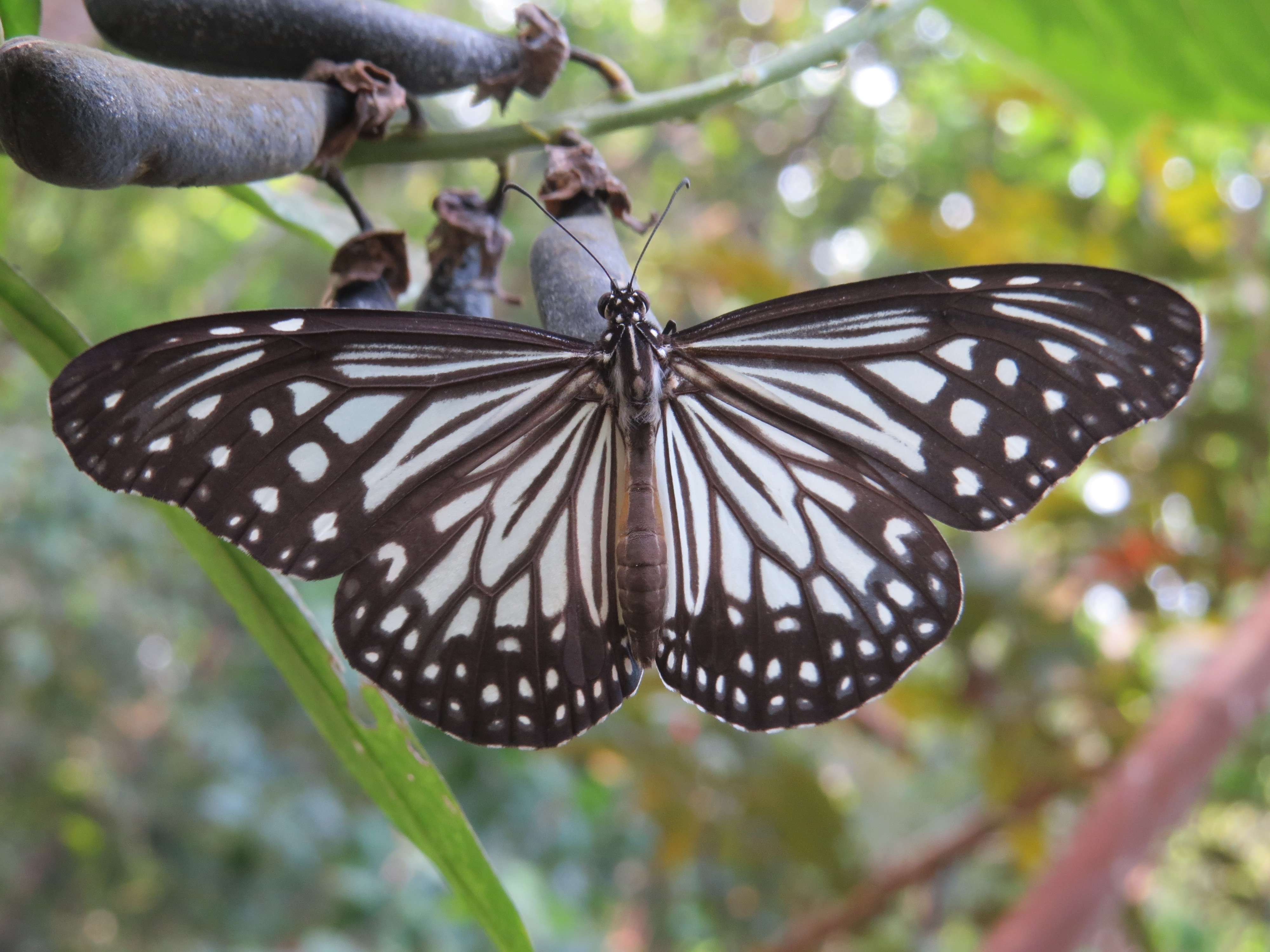
Parantica aglea
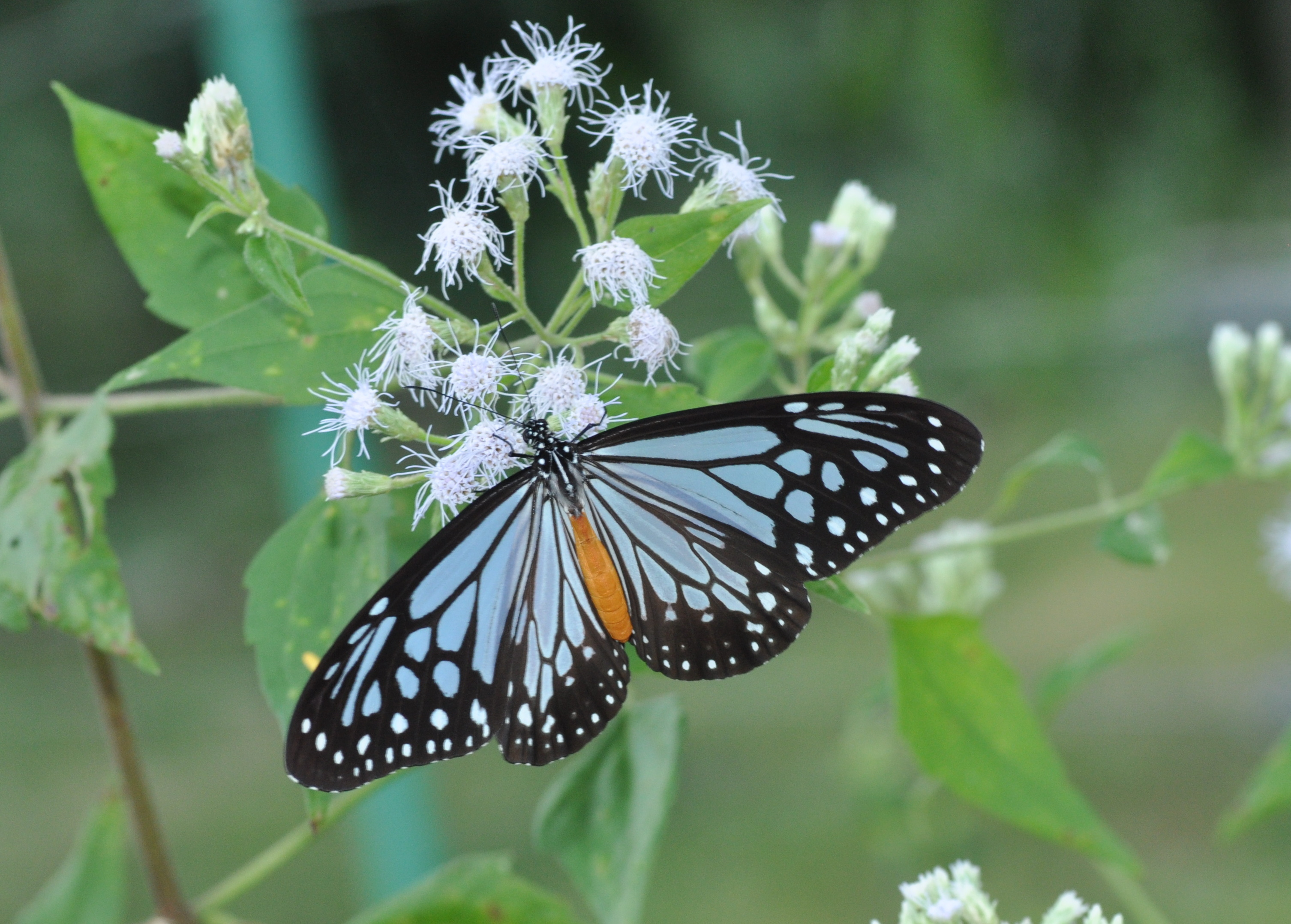
Parantica melaneus
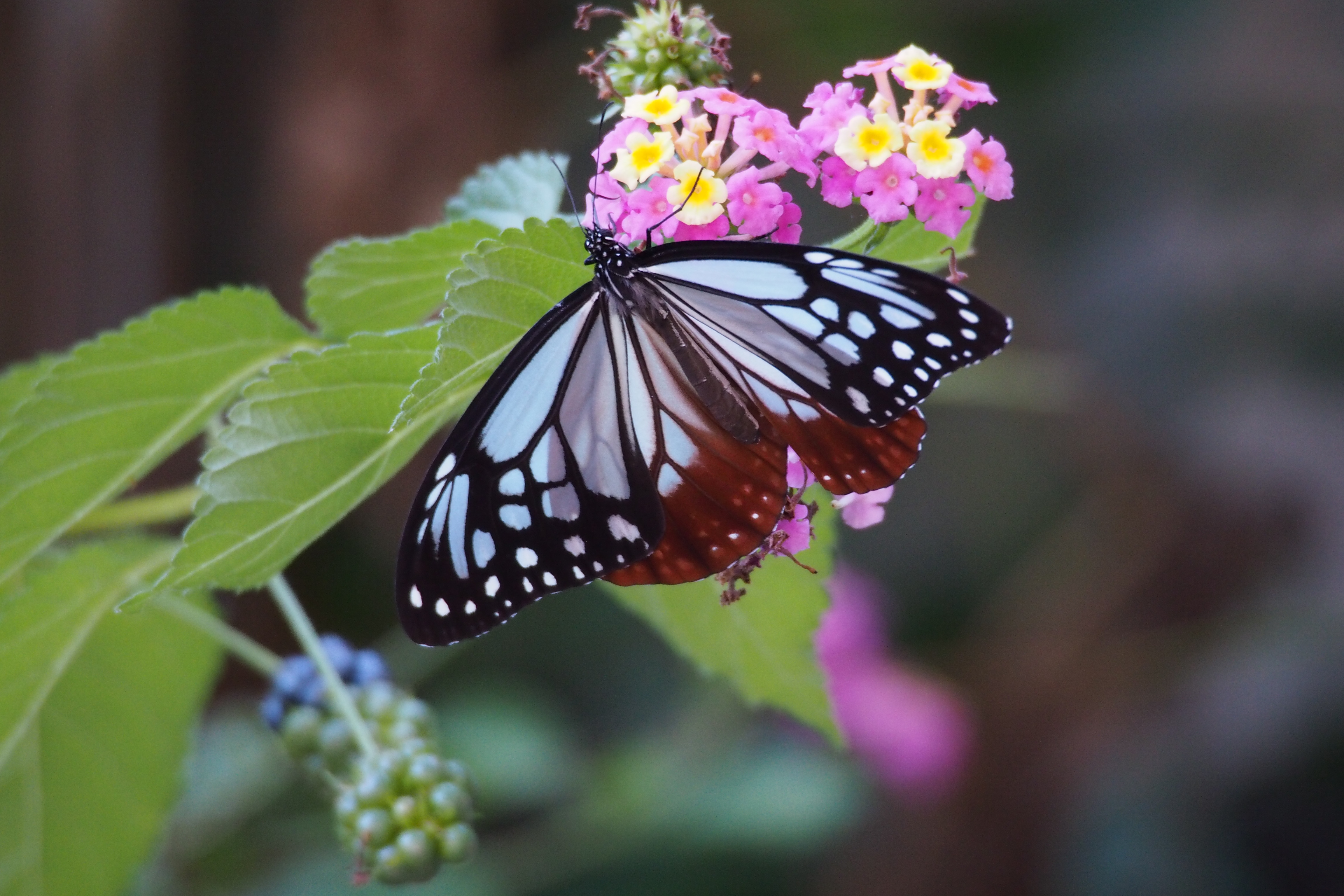
Parantica sita
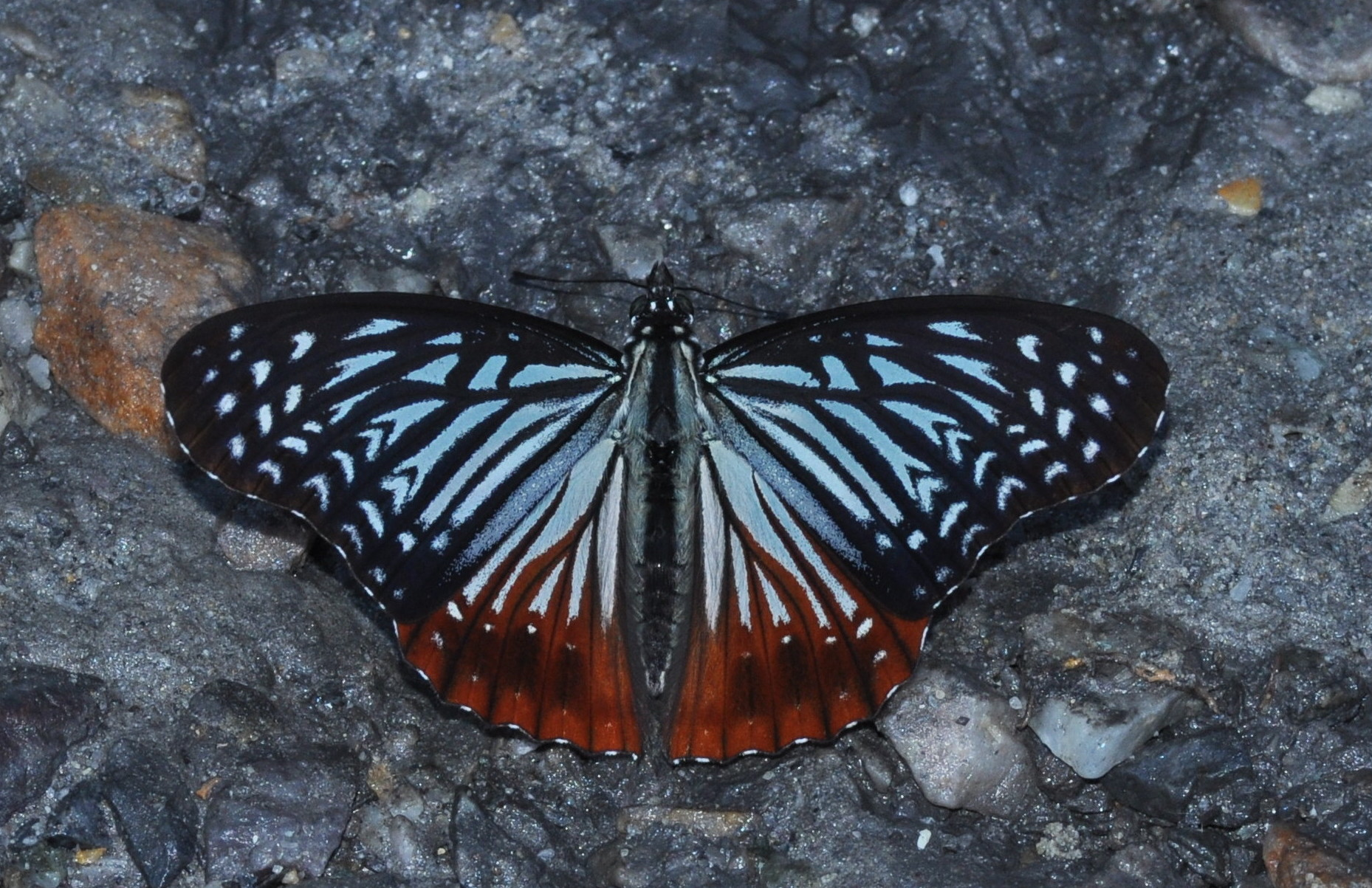
Hestina nama
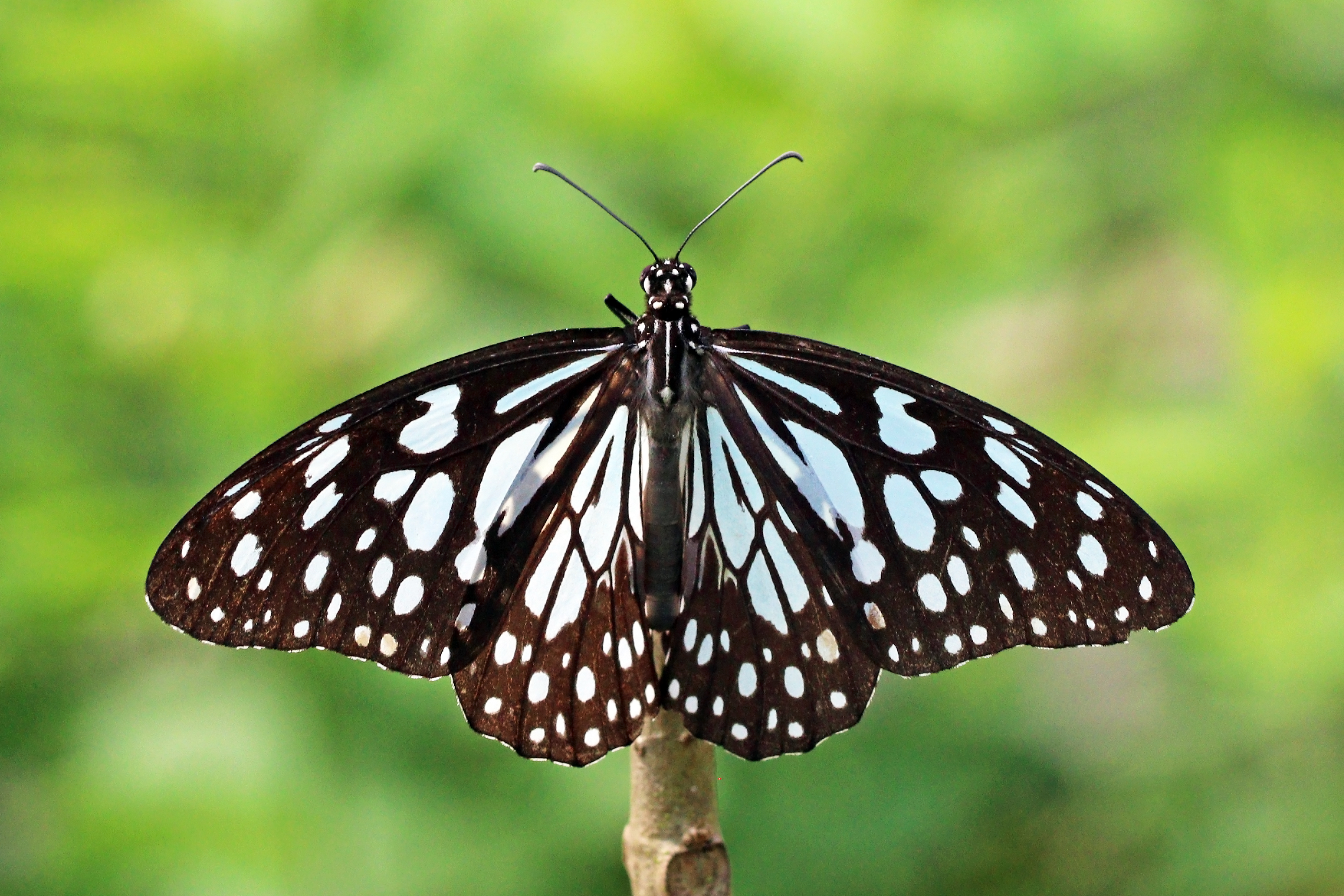
Tirumala limniace
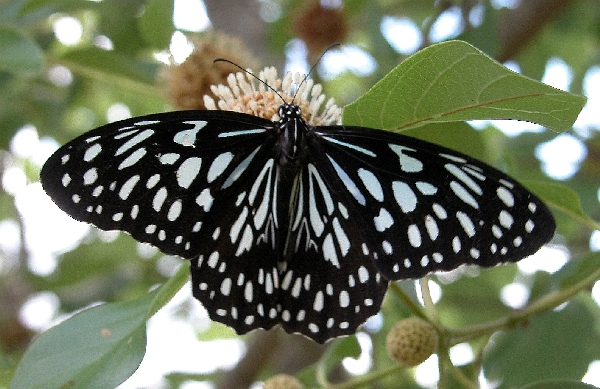
Tirumala septentrionis
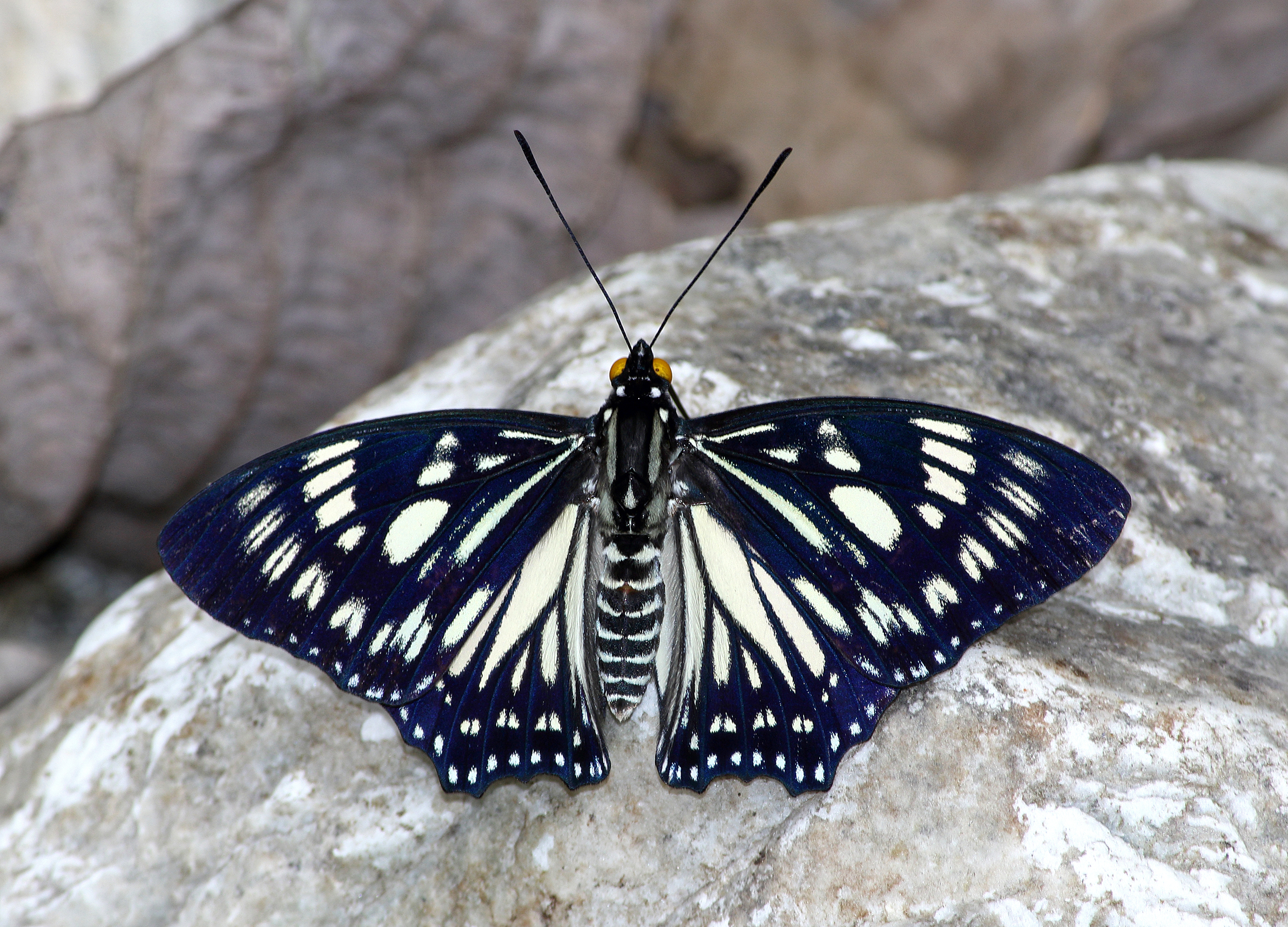
Euripus nyctelius
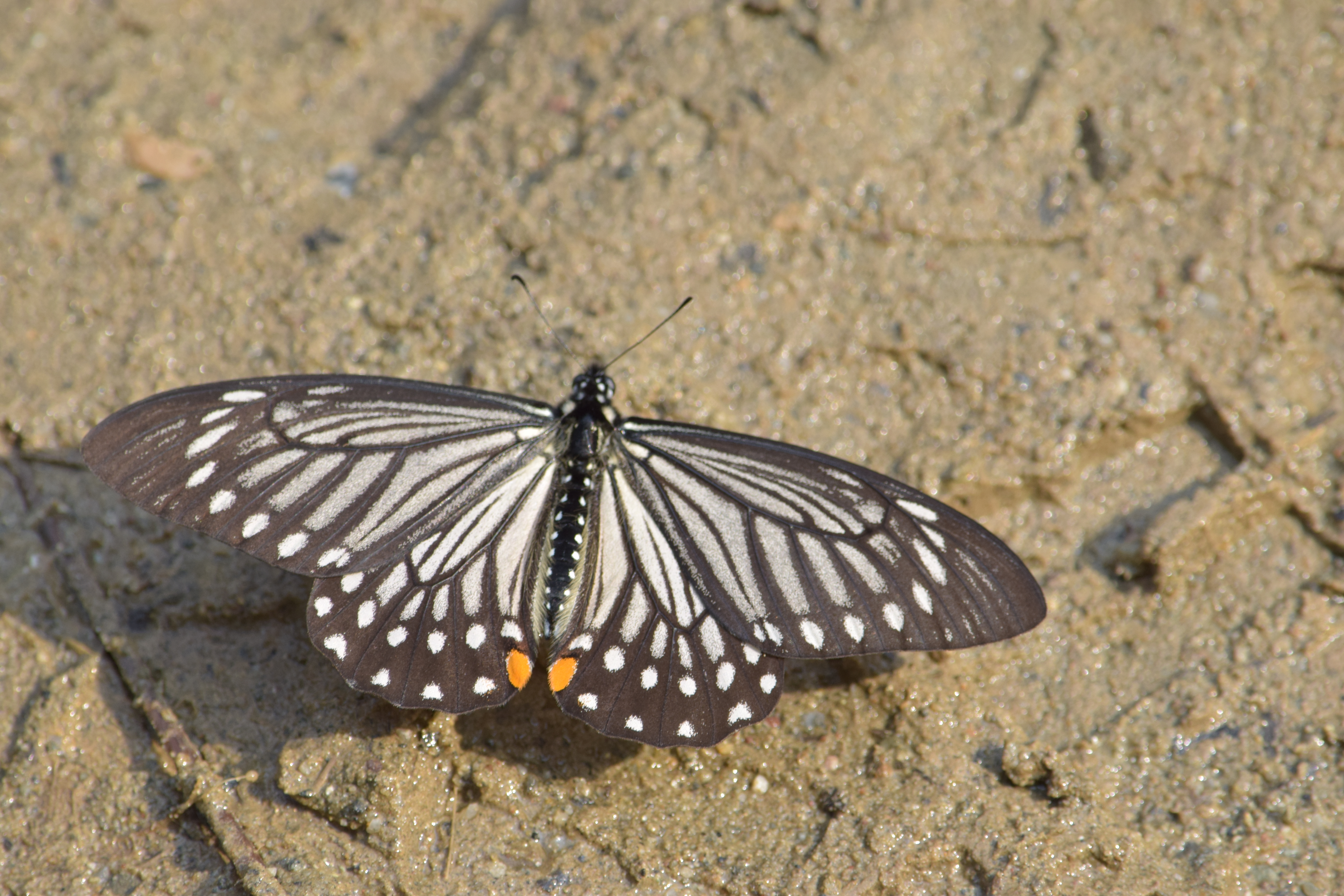
Papilio epycides
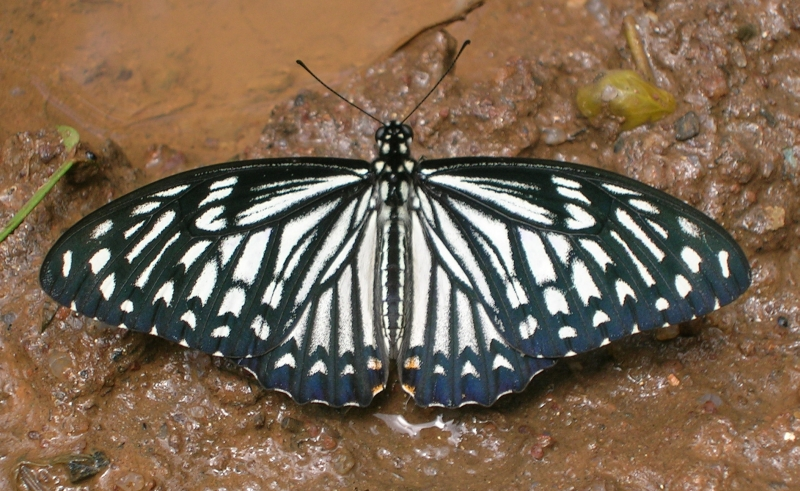
Chilasa clytia
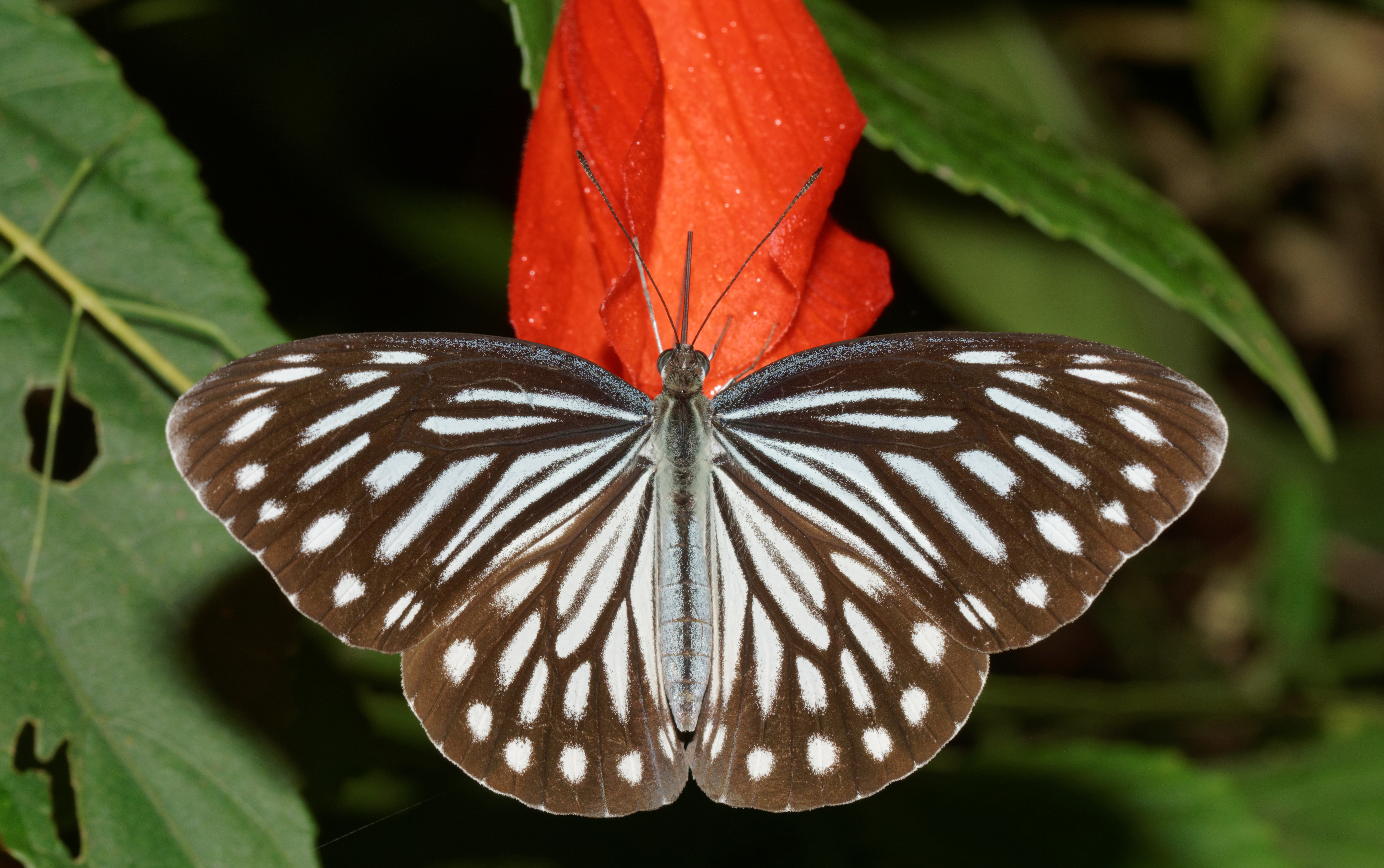
Pareronia hippia
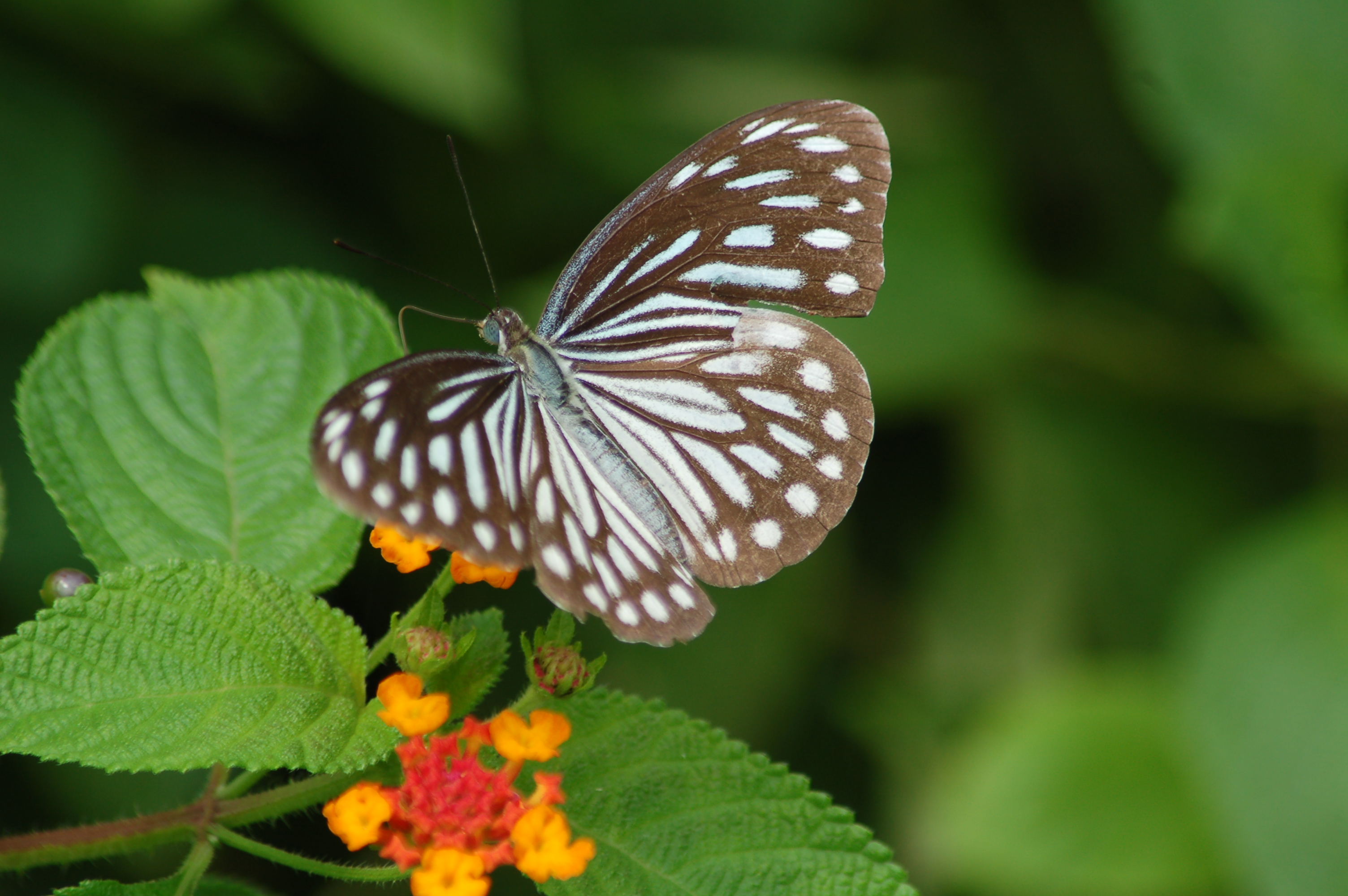
Pareronia valeria

## Verbreitung, Lebensraum und Unterarten
Graphium xenocles kommt mit folgenden Unterarten in Laubwäldern im südostasiatischen Raum vor:
- Graphium xenocles xenocles, in Indien und Bhutan
- Graphium xenocles kephisos (Fruhstorfer, 1902), in Burma und Vietnam
- Graphium xenocles lindos (Fruhstorfer, 1902), in Thailand
- Graphium xenocles xenoclides (Fruhstorfer, 1902), in China

## Lebensweise
Die Falter fliegen in mehreren Generationen im Jahr, schwerpunktmäßig in den Monaten Januar bis Mai sowie September bis November. Während die Weibchen zur Nektaraufnahme Blüten besuchen, saugen die Männchen gerne am Boden an feuchten Erdstellen, um Flüssigkeiten sowie Mineralstoffe aufzunehmen. Weitere Details zur Lebensweise der Art müssen noch erforscht werden.